# Lappersfortbos
Het Lappersfortbos is een bos gelegen aan de Vaartdijkstraat in Sint-Michiels, deelgemeente van Brugge. Een stuk zonevreemd bos waar heel wat om te doen is. De grootte van het Lappersfort bedraagt zo’n 17 hectare, waarvan 13,5 hectare parkbos. Deze 13,5 hectare werd in 2008 door de Vlaamse overheid en de stad Brugge aangekocht.
De grond is ingekleurd als industriegebied. Het industriegebied ‘Ten Briele’ werd in 1977 vastgelegd in het Gewestplan. Een natuurlijk bos ontwikkelde doordat het terrein niet gebruikt werd. Oude bomen, struiken, planten en kleine diertjes floreerden in dit bos.
Het Lappersfortbos wordt door milieuactivisten als symbooldossier gezien voor de andere bedreigde bossen in Vlaanderen.
Een deel van het Lappersfortbos werd vernietigd om er loodsen en kantoren te bouwen, maar de Lappersfronters ondernamen actie. Er werd een nieuw bos aangelegd onder de naam Lappersfort Zuurstofbos. Het is gelegen aan het kruispunt van Klemskerkestraat en de Stuiverstraat in Oostende. Dit initiatief is het resultaat geweest van een samenwerking tussen het stadsbestuur van Oostende, de bezetters van het Lappersfortbos en Friends of the Earth International.

## Geschiedenis
Rond het jaar 1776 ligt op kaarten van Graaf de Ferraris ter hoogte van het huidige Lappersfort een hoeve "Ten Briele", meer naar Brugge toe (nu de Lappersfortstraat) is de naam "Lappersforbos" te zien. In de tweede helft van de 19e eeuw duiken op recentere kaarten spoorwegen op. Het spoorbedrijf BN, La Brugeoise, vestigt zich en breidt uit. Rond de Tweede Wereldoorlog exploiteert de BN in het gebied aan de Ten Briele-straat een munitiefabriek. Later legt het zich nog toe op het produceren en herstellen van andere producten. In november 1987 koopt Fabricom het gebied over van BN (18 hectare) en maakt direct een deel met de grond gelijk.
In januari 1992 koopt Fabricom een tweede achtergelegen strook van ongeveer 5 hectare. In juni 2000 keurt de Brugse gemeenteraad unaniem een bpa over het bos goed. Het hart blijft parkgebied (8 hectare), een zuidelijk deel wordt kmo-zone (4,85 hectare) en een noordelijk deel wordt industriezone (3,2 hectare). Hiermee bevestigen ze de gewestplannen van de jaren 70: de gemeenteraad keurt de zuidelijke ontsluiting goed. Dit is een viervaksbaan van aan de Chartreuse tot aan het station door het Lappersfortbos. Als reactie daartegen werd de Actiegroep Zuidelijke Ontsluiting (AZO) opgericht.

### Bezetting
In mei 2001 organiseert AZO en Fietsersbond Brugge een fietshappening. Het Lappersfortbos wordt bezocht. Dit is het prille begin van de Lappersfronters. Enkele maanden later wordt Lappersfortbos voor het eerste bezet, en een jaar later voor het eerst ontruimd.
In september 2002 beslist De Brugse vrederechter dat het bos ontruimd moet worden. Op bevel van de Brugse burgemeester Patrick Moenaert werd het bos op 24 oktober 2002 ontruimd.
Korte tijd later springen de onderhandelingen af. Minister Vera Dua, burgemeester Patrick Moenaert en GDF-Suez kunnen niet tot een overeenkomst komen.
In juli 2003 wordt de Prijs voor de Democratie uitgereikt aan de bezetters van het Lappersfortbos voor hun actie voor het behoud van ecologisch waardevolle natuur.
Vijf jaar later, september 2008 wordt een rij populieren gekapt voor de aanleg van de tweevaksbaan, minizuidelijke ontsluiting. Dit wordt het begin van de tweede generatie bezetters. Een klein jaartje later ondertekenen drie bezetters een contract met GDF-Suez. Ze beloven het bos te verlaten als er geen oplossing komt. Het nieuw akkoord om via grondenruil het Lappersfortbos te behouden mislukt. Er is een geldinzamelingspoging (het hierboven genoemde Zuurstofbos) met Friends of the Earth en de bosbezetters beginnen aan hun vrijwillig schoonmaakplan.
In november 2009 worden de drie bezetters uit het bos gezet door een groep nieuwe bosbezetters, die de derde bosbezetting starten. 'Groene Gordel Front' en de drie bosbezetters distantiëren zich van dit initiatief dat het contract schendt.
Enkele maanden later werd met man en macht geprobeerd om geld in te zamelen om het stuk bos te kopen maar snel werd duidelijk dat het niet haalbaar was. Bezetters werden uit het bos gejaagd en 3,2 hectare bos werd ontgonnen. GDF Suez (eigenaar van Fabricom) verkocht de grond aan een privé-investeerder.
In het najaar van 2010 begon de bouw van zes loods- en kantoorgebouwen op het gekapte gebied van het Lappersfort. Korte tijd later werd alles in het werk gesteld om een begin te maken met de aanplanting van het Lappersfort Zuurstofbos.

### Kap van het bedreigde deel (3.5 ha)
Op 4 maart 2010 wordt het bedreigde (en dus bezette) deel van het Lappersfortbos hardhandig ontruimd. Verschillende activisten worden tijdelijk aangehouden, nadat ze uit bomen zijn geplukt waar ze met lock-ons vastzitten. Hoogtewerkers en medisch personeel zijn ter plaatse om het gebruik van tasers veilig te laten verlopen. Vijf agenten raken lichtgewond wanneer ze struikelen in de achtervolging van enkele activisten die door de versperring breken.

### Bescherming van het resterende deel (13.5 ha)
Dankzij de bezetting wordt het resterende deel beschermd. De inkleuring van dit gebied verandert van industriezone tot bos, beheerd door het Agentschap voor Natuur en Bos.

## Afbeeldingen

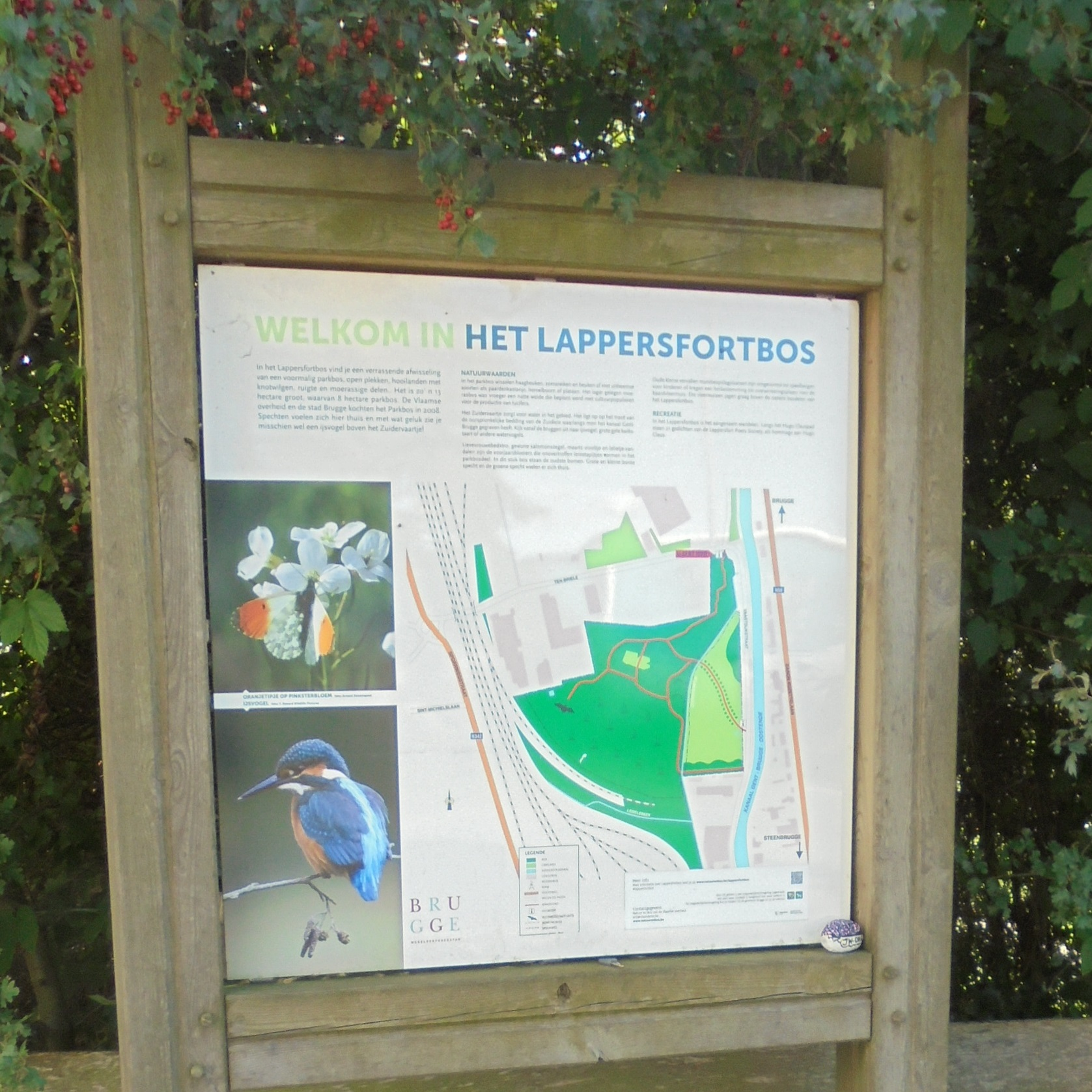
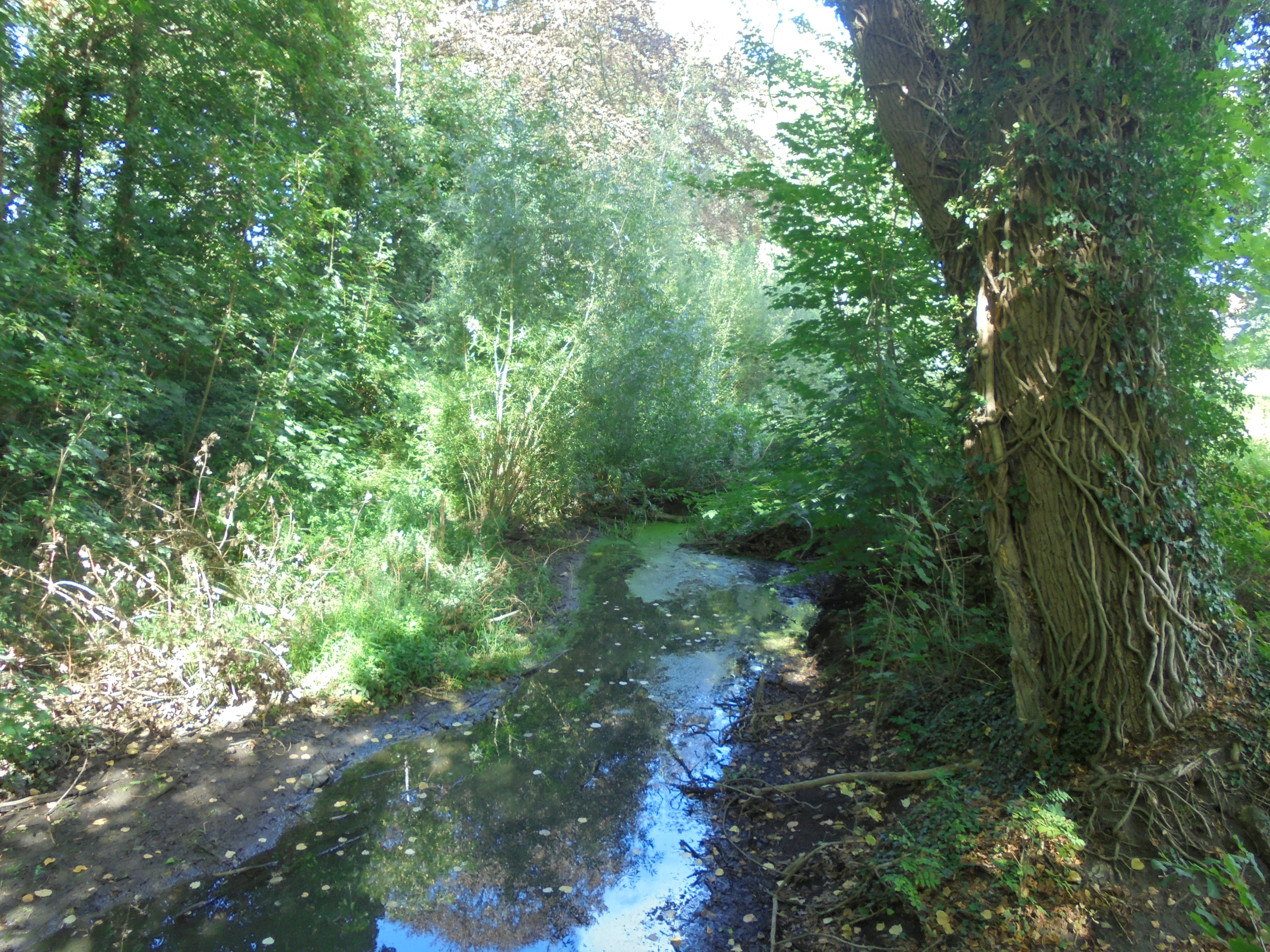
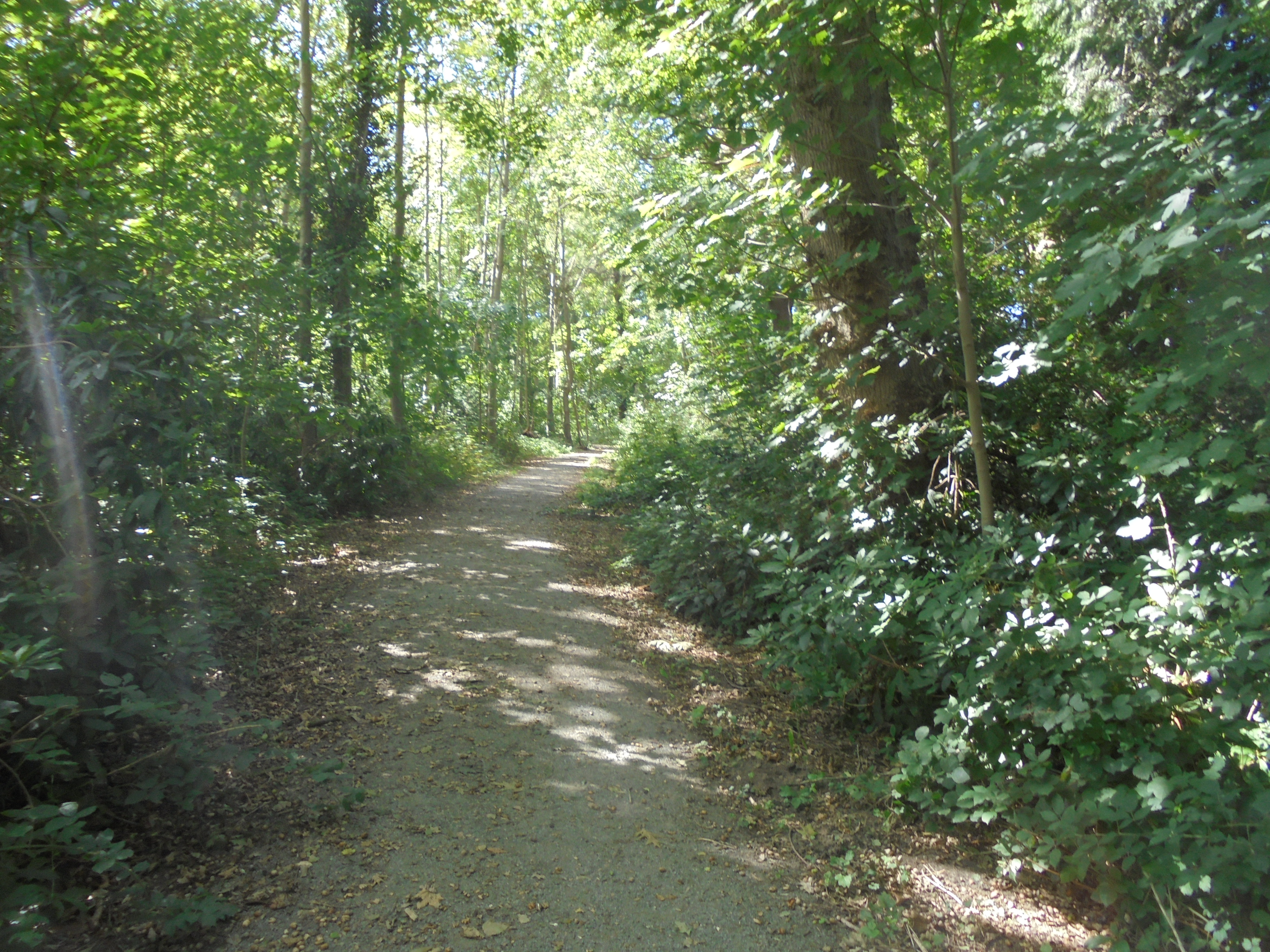
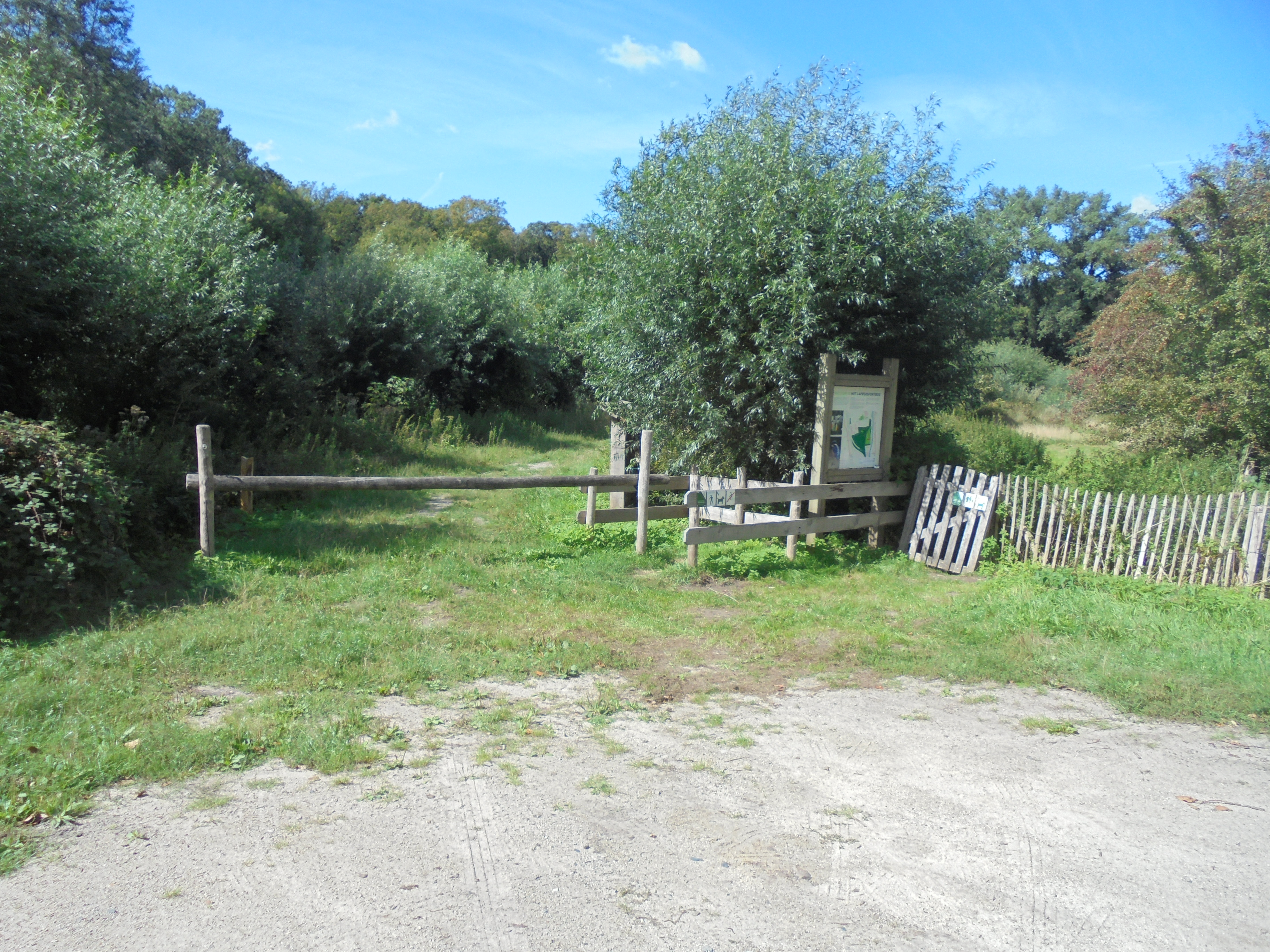